# Damianoverdediging
De Damianoverdediging is een schaakopening die is gecategoriseerd in de open spelen. De opening valt onder ECO-code C40, de koningspaardopening. De beginzetten van de Damianoverdediging zijn
1.e4 e5

2.Pf3 f6

De verdediging werd geanalyseerd door Pedro Damiano (1470-1544); hij beschouwde de zet 2. ...f6 als zwak. Zwart blokkeert met 2. ...f6 het beste veld voor zijn paard op de koningsvleugel en het verzwakt tegelijkertijd ook de koningsstelling. Ook biedt het wit de mogelijkheid om een schijnoffer te plaatsen, door de pion op e5 te slaan met het paard; dit heet het Damianogambiet. Als zwart het paard neemt, dan kan wit schaak geven met de dame op h5:
3.Pxe5 fxe5

4.Dh5+ 

Als zwart verdedigt met de g-pion verliest hij zijn toren:
4. ...g6

5. Dxe5+ De7

6. Dxh8

Wel moet wit er voor waken dat de dame niet ingesloten raakt op h8 zoals de Russische schaakmeester Aleksandr Petrov overkwam op jeugdige leeftijd, in een partij tegen Sokolov, St. Petersburg 1807.
Als zwart in plaats van 4. ...g6 zijn koning een veld opschuift dan volgt er een mataanval.
De beste zet die zwart kan doen na Pxe5 is 3. ...De7, om de pion op e4 terug te winnen. Wit heeft echter wel een ontwikkelingsvoorsprong. De variant met 3. ...De7 werd gespeeld door Robert F. McGregor tegen simultaangever Bobby Fischer, Houston, 1964. Het lukte Fischer niet zijn ontwikkelingsvoorsprong in winst om te zetten en de partij eindigde in remise.